# 5842 Cancelli
5842 Cancelli eller 1986 CV1 är en asteroid i huvudbältet som upptäcktes den 8 februari 1986 av den belgiske astronomen Henri Debehogne i Uccle. Den är uppkallad efter läkaren Ferdinando Cancelli.
Asteroiden har en diameter på ungefär 5 kilometer och den tillhör asteroidgruppen Maria.